# Maria Lupieri
Maria Lupieri (Trieste, 1901 – Roma, 1961) è stata un'artista italiana.

## Biografia
Si forma a Trieste, in un contesto storico di forte rilevanza culturale, e frequenta la Scuola per capi d'arte. La sua prima mostra è del 1926, alla Permanente di Trieste. Nel 1927 lavora come scenografa alla Scala di Milano.
Importanti per la sua formazione sono le frequentazioni con gli artisti Leonor Fini, Maria Pospisilova, artista surrealista cecoslovacca naturalizzata svizzera, e Arturo Nathan.
Si lascia influenzare anche dalle avanguardie dell'epoca, avvicinandosi al futurismo e nel 1931 partecipa alla mostra "Aeropittura futurista". Nel 1942, dal 7 all'11 febbraio, espone alla Permanente di Milano, assieme a Riccardo Bastianutto, Ugo Carà, Augusto Cernigoi, Adolfo Levier, Anita Pittoni e Luigi Spacal, un artista di origine slovena.

### Il dopoguerra
Partecipa alla Rassegna nazionale delle arti figurative, nel 1948, a Roma, e nel 1955  alla VII Quadriennale nazionale d'arte di Roma. Negli anni cinquanta si avvicina ad una forma espressiva più astratta.
Carolus Cergoly, socio fondatore, nonché direttore artistico e letterario del nuovo quotidiano democratico indipendente Il Corriere di Trieste, a maggio del 1959 inaugura la sua Galleria dei Rettori, dove ospita mostre di artisti locali, come Leonor Fini, Gianni Brumatti, Ugo Carà e Maria Lupieri, che è invitata anche a collaborare con "Il Corriere di Trieste".
Nel 1959 Maria Lupieri ottiene una mostra personale alla "Galleria dell'Ariete" di Milano, con presentazione di Franco Russoli. Nel 1964 partecipa, a Trieste, alla mostra "Arte fantascienza".

### Mostre commemorative e ricordi
Nel 1966 si inaugura la "Mostra commemorativa di Maria Lupieri", a Palazzo Costanzi, a Trieste (21 giugno-4 luglio). Nel 1969 viene allestita una nuova mostra commemorativa, alla "Galleria Montenapoleone" di Milano. Nel 1975 esce un libro di testimonianze di Gillo Dorfles, Sergio Miniussi e Linuccia Saba, sulla sua vita e sulla sua opera. 
Nel 1997 alcune opere di Maria Lupieri sono state esibite alla mostra "Pittrici a Gorizia e nella regione tra Otto e Novecento", a cura di Laura Ruaro Loseri (Gorizia, Case Dornberg e Tasso (12 febbraio-6 aprile 1997).
Nel 2017 la sua arte dei tarocchi è stata esposta a Trieste alla Doubleroom Gallery. 

## Opere
- Allegoria, acquarello su carta[10]
- Personaggi, acquarello su carta[11]
- Tarocchi dipinti a olio
- Composizione - un paesaggio di Sistiana con barca e donna
- Giganti e pigmei
- Marinaio
- Città vecchia, paesaggio
- Laguna di Grado
- Piazza della Borsa dall’alto
- Composizione nel Lapidario di Trieste
- Vecchio tempio del ghetto
- Statua spezzata
- scenografie per l’Elettra di Strauss atto I
- scenografie per il balletto Petrouchka di Strawinskj atto I

### Opere in musei
Opere custodite presso il Civico Museo Revoltella di Trieste:
- Segno dello Zodiaco, opera informale  (olio su tela)
- Tempio demolito in Cittavecchia - Trieste, tempera su cartoncino
- Giardino pubblico - Trieste, inchiostro su cartoncino
- Giardino Perego - Milano, penna su cartoncino